# Бета-1 адренорецептор
ADRB1 (англ. Adrenoceptor beta 1) – білок, який кодується однойменним геном, розташованим у людей на короткому плечі 10-ї хромосоми. Довжина поліпептидного ланцюга білка становить 477 амінокислот, а молекулярна маса — 51 323.
| 10         |  | 20         |  | 30         |  | 40         |  | 50         |
| ---------- |  | ---------- |  | ---------- |  | ---------- |  | ---------- |
| MGAGVLVLGA |  | SEPGNLSSAA |  | PLPDGAATAA |  | RLLVPASPPA |  | SLLPPASESP |
| EPLSQQWTAG |  | MGLLMALIVL |  | LIVAGNVLVI |  | VAIAKTPRLQ |  | TLTNLFIMSL |
| ASADLVMGLL |  | VVPFGATIVV |  | WGRWEYGSFF |  | CELWTSVDVL |  | CVTASIETLC |
| VIALDRYLAI |  | TSPFRYQSLL |  | TRARARGLVC |  | TVWAISALVS |  | FLPILMHWWR |
| AESDEARRCY |  | NDPKCCDFVT |  | NRAYAIASSV |  | VSFYVPLCIM |  | AFVYLRVFRE |
| AQKQVKKIDS |  | CERRFLGGPA |  | RPPSPSPSPV |  | PAPAPPPGPP |  | RPAAAAATAP |
| LANGRAGKRR |  | PSRLVALREQ |  | KALKTLGIIM |  | GVFTLCWLPF |  | FLANVVKAFH |
| RELVPDRLFV |  | FFNWLGYANS |  | AFNPIIYCRS |  | PDFRKAFQRL |  | LCCARRAARR |
| RHATHGDRPR |  | ASGCLARPGP |  | PPSPGAASDD |  | DDDDVVGATP |  | PARLLEPWAG |
| CNGGAAADSD |  | SSLDEPCRPG |  | FASESKV    |  |            |  |            |

A: Аланін

C: Цистеїн

D: Аспарагінова кислота

E: Глутамінова кислота

F: Фенілаланін

G: Гліцин

H: Гістидин

I: Ізолейцин

K: Лізин

L: Лейцин

M: Метіонін

N: Аспарагін

P: Пролін

Q: Глутамін

R: Аргінін

S: Серин

T: Треонін

V: Валін

W: Триптофан

Кодований геном білок за функціями належить до рецепторів, g-білокспряжених рецепторів, білків внутрішньоклітинного сигналінгу, фосфопротеїнів. 
Локалізований у клітинній мембрані, мембрані, ендосомах.